# Karamoko Kéïta
Karamoko Kéïta (né le 21 septembre 1974 au Mali) est un joueur de football international malien, qui évoluait au poste de gardien de but.

## Biographie

### Carrière en club
Il passe l'intégralité de sa carrière de joueur dans les divisions inférieures anglaises.

### Carrière en sélection
Avec l'équipe du Mali, il joue deux matchs (pour aucun but inscrit) entre 2001 et 2002. 
Il figure dans le groupe des sélectionnés lors des CAN de 1994 et de 2002.